# Małachowo (Mazovie)
Pour les articles homonymes, voir Małachowo.
Małachowo (prononciation : [mawaˈxɔvɔ]) est un village polonais de la gmina de Drobin dans le powiat de Płock de la voïvodie de Mazovie dans le centre-est de la Pologne.
Il se situe à environ 8 kilomètres au sudd-est de Drobin (siège de la gmina), 27 kilomètres au nord-est de Płock (siège du powiat) et à 84 kilomètres au nord-ouest de Varsovie (capitale de la Pologne).

## Histoire
De 1975 à 1998, le village appartenait administrativement à la voïvodie de Płock.